# Leptogium menziesii
Leptogium menziesii är en lavart som först beskrevs av James Edward Smith, och fick sitt nu gällande namn av Jean François Montagne. Leptogium menziesii ingår i släktet Leptogium och familjen Collemataceae.   Inga underarter finns listade i Catalogue of Life.